# Arcidiocesi greco-ortodossa del Canada

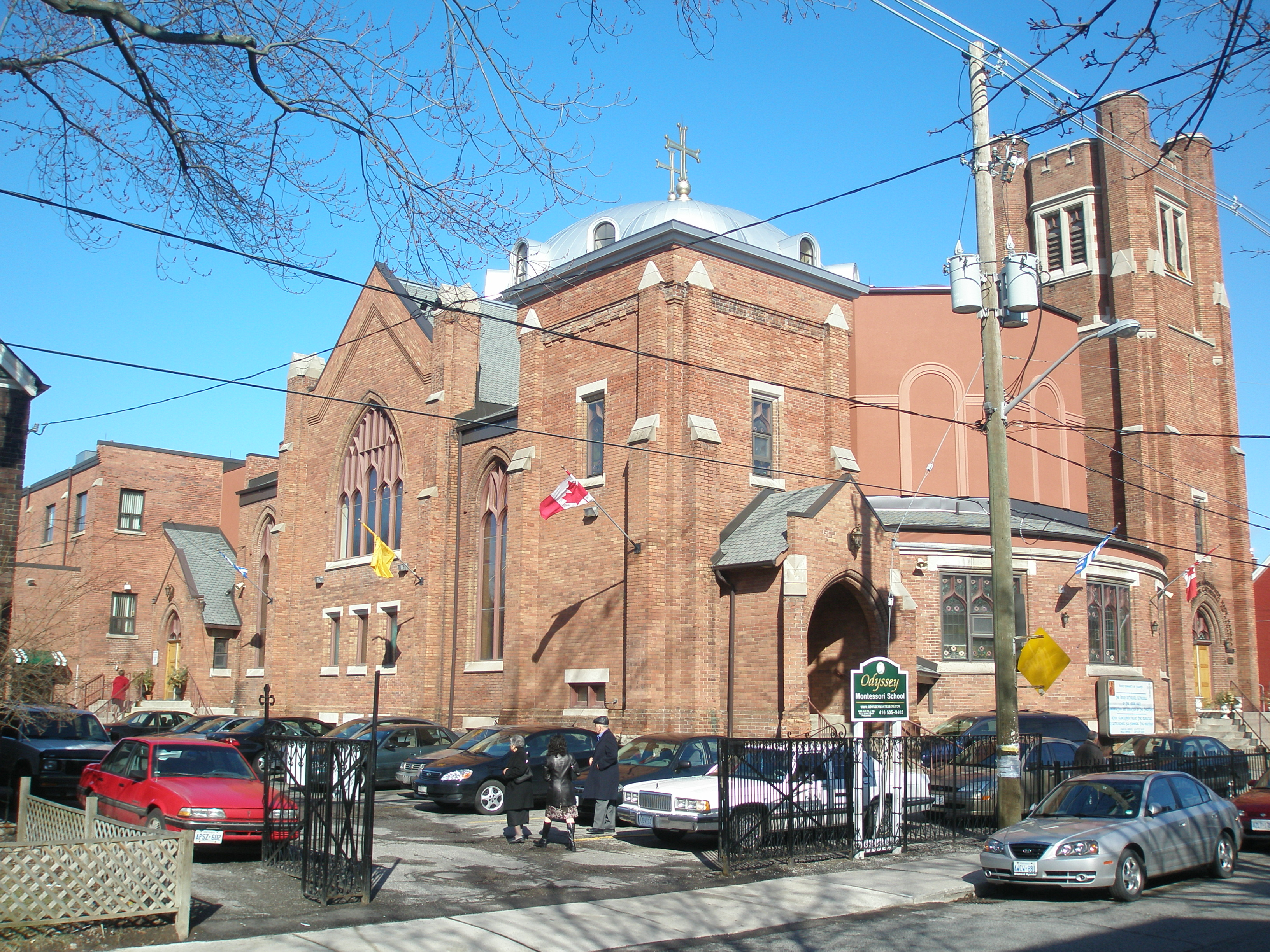
La cattedrale dell'Annunciazione della Vergine Maria a Toronto.

L'arcidiocesi greco-ortodossa del Canada (in greco: Ιερά Αρχιεπισκοπή Καναδά; Ierá Archiepiskopí Kanadá - in inglese: Greek Orthodox Archdiocese of Canada) è una sede del patriarcato ecumenico di Costantinopoli con giurisdizione sul Canada.
Dal 12 giugno 2019 arcivescovo del Canada è Sotirios Athanasoulas.

## Territorio
L'arcidiocesi estende la sua giurisdizione sui fedeli greco-ortodossi del patriarcato ecumenico di Costantinopoli residenti in Canada.
La sede arcivescovile è a Toronto, dove si trova la cattedrale dell'Annunciazione della Vergine Maria.
L'arcidiocesi comprende circa 80 parrocchie e due monasteri.

## Storia
All'inizio del XX secolo c'erano circa 300 canadesi di origine greca. La prima comunità fu fondata a Montréal nel 1906. Questa fu seguita nel 1909 dalla comunità di St. George a Toronto. Altre prime comunità furono fondate a Winnipeg (1912) e a Thunder Bay (1918).
Quando iniziarono a formarsi le parrocchie, nel 1908, il patriarcato di Costantinopoli emanò un decreto che conferiva la supervisione episcopale delle omunità americane alla Chiesa di Grecia. Questo decreto fu revocato nel 1922 dal patriarca Melezio IV, che istituì formalmente l'Arcidiocesi greco-ortodossa del Nord e del Sud America l'11 maggio 1922 e nominò come primo vescovo Alessandro, vescovo titolare di Rodosto ed esarca patriarcale in America. Altre comunità canadesi furono stabilite a Vancouver (1927), Ottawa (1929) e Edmonton (1938). A quel tempo, tutte le parrocchie nelle Americhe facevano parte dell'arcidiocesi greco-ortodossa del Nord e del Sud America.
Successivamente, per il costante e progressivo aumento di comunità greco-ortodosse, il territorio americano fu suddiviso in distretti (Archdiocesan districts), a capo dei quali furono posti dei vescovi titolari (Assistant Bishops) per la cura pastorale dei fedeli. Nel 1960 fu istituito il distretto arcidiocesano del Canada. Fu nominato come primo vescovo in Canada,  Athenagoras, vescovo titolare di Elaia, a cui succedette nel 1963 Timothy di Rodosto e nel 1967 Theodosios di Ancona. Il 18 dicembre  1973 il patriarca di Costantinopoli nominò vescovo del Canada, Sotirios, vescovo titolare di Costanza.
Il 15 marzo 1979 il distretto arcidiocesano fu elevato al rango di diocesi con il nome di "diocesi di Toronto", guidato dallo stesso vescovo Sotirios e sotto la giurisdizione dell'Arcidiocesi greco-ortodossa del Nord e del Sud America . Fu durante il lungo episcopato di Sotirios che la chiesa ortodossa del Canada si organizzò con tutte le strutture necessarie per il suo funzionamento e per le sue attività.
Il 30 luglio 1996 fu soppressa l'Arcidiocesi greco-ortodossa del Nord e del Sud America e furono erette alcune  metropolie autocefale, tra cui la metropolia di Toronto, alla cui guida rimase il vescovo Sotirios, con il titolo di "metropolita di Toronto ed esarca di tutto il Canada".
Il 12 giugno 2019 il Santo Sinodo del Patriarcato ecumenico, nella sua riunione presieduta dal patriarca Bartolomeo, ha elevato la metropolia di Toronto ad arcidiocesi con il nome di "arcidiocesi del Canada" e, di conseguenza, il metropolita Sotirios ad arcivescovo.

## Cronotassi
- Sotirios Athanasoulas, dal 15 marzo 1979